# Selena Gomez: My Mind & Me
Selena Gomez: My Mind & Me ist ein Dokumentarfilm von Alek Keshishian über die US-amerikanische Sängerin und Schauspielerin Selena Gomez, der die Künstlerin und ihre Karriere über eine Zeitspanne von sechs Jahren verfolgt und am 4. November 2022 auf Apple TV+ veröffentlicht wurde. Der Film dokumentiert Gomez’ Kampf mit der Berühmtheit sowie ihre physische und mentale Gesundheit in Bezug auf ihre Diagnose Lupus erythematodes und einer bipolaren Störung.

## Entwicklung
Der Dokumentarfilm folgt Gomez über eine Zeitspanne von sechs Jahren ab ca. 2015, nachdem Keshishian bei dem Musikvideo zu Gomez’ Single Hands to Myself Regie führte. Keshishian sagte: „Ich hatte kein Interesse daran, eine gewöhnliche Pop-Dokumentation zu produzieren. Ich wollte etwas Authentischeres zeigen und das wollte Selena auch. Sie hat eine Verletzlichkeit an sich, die mich einfing... ich hatte keine Ahnung, dass daraus ein Werk über sechs Jahre wird, in dem viel Liebe steckt.“

## Veröffentlichung
Gomez kündigte die Veröffentlichung des Dokumentarfilms mit einem kurzen Video an, welches sie auf Instagram veröffentlichte. Der Film feierte am 2. November 2022 beim AFI Fest im TCL Chinese Theatre in Hollywood Premiere. Der Trailer für den Dokumentarfilm wurde am 10. Oktober, dem Welttag für psychische Gesundheit, erstmals gezeigt.

## Musik
Der Trailer enthält Gomez’ Lied My Mind & Me, welches am 3. November 2022 erschien. Es wurde von Gomez gemeinsam mit Amy Allen, Jon Bellion, Jordan Johnson, Stefan Johnson und Michael Pollack geschrieben.
Des Weiteren sind im Film die Songs Feel Me, Who Says, Me & the Rhythm, Same Old Love, Good for You, Sober, Lose You to Love Me und Baila Conmigo von Gomez zu hören.

## Rezeption
Direkt nach der Veröffentlichung erhielt der Dokumentarfilm bereits sehr gute Kritiken. Rotten Tomatoes vergab eine Rate von 94 %, basierend auf 17 Rezensionen. Metacritic ermittelte eine Bewertung von 68/100, basierend auf 10 Rezensionen, die überwiegend positiv sind.
Chris Azzopardi von The New York Times lobte den Film als ein „ehrliches Portrait von Ruhm und mentaler Krankheit“.